# Budynek Spółdzielni Rolniczo-Handlowej „Siejba” w Żywcu

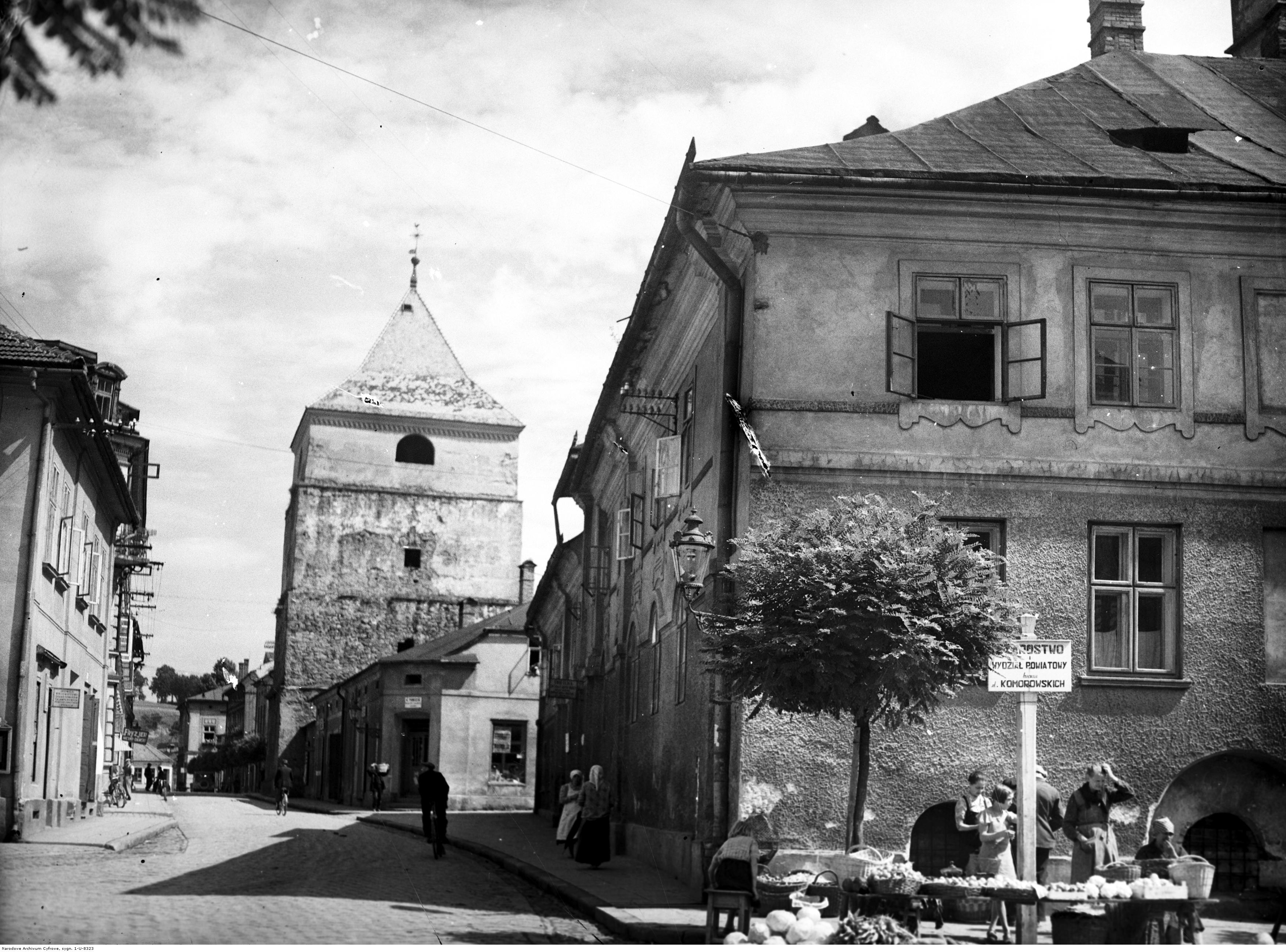
Kamienica „Siejba” w 1937

Budynek Spółdzielni Rolniczo-Handlowej „Siejba” w Żywcu – klasycystyczna kamienica, jeden z najstarszych budynków na terenie miasta Żywiec. Znajduje się przy ulic Tadeusza Kościuszki 5, przy skrzyżowaniu z ul. Zamkową. Od nazwy działającej w nim niegdyś spółdzielni obiekt określany jest jako „Siejba”.

## Historia
W obecnym kształcie kamienica pozostaje od XVIII wieku, kiedy została utworzona w wyniku przebudowy i połączenia trzech dotychczas osobnych budynków, których wiek pozostaje trudny do ustalenia z uwagi na ich liczne przeróbki.
W II połowie XIX wieku nowym właścicielem kamienicy został Maciej Nawratil, który dla części budynku pozostawił funkcję mieszkalną, natomiast w skrzydle od strony ul. Zamkowej uruchomił hotel „Europa”. Działalność zainagurowała tu również restauracja. Od nazwiska właściciela budynek był określany jako „Nawratilówka”.
Około 1921 kamienica została sprzedana Spółdzielni Rolniczo-Handlowej „Siejba”, prowadzącej tu następnie sprzedaż maszyn rolniczych, nawozów, paszy dla zwierząt, a także soli, węgla czy materiałów budowlanych. Przy spółdzielni prowadzony był również skup zboża. Poza pomieszczeniami zajmowanymi przez spółdzielnię w budynku mieściły się ponadto w dalszym ciągu lokale mieszkalne, a także siedziba Związku Strzeleckiego. 
W związku z zadłużeniem „Siejby” na rzecz Centralnej Kasy Spółek Rolniczych w Krakowie, które nie było przez nią spłacane, nastąpiło bankructwo spółdzielni, a będąca jej własnością kamienica została zlicytowana i zakupiona w kwietniu 1939 przez Urząd Miejski.
W 1949 Zarząd Miejski w Żywcu pozyskał dotację Ministerstwa Kultury i Sztuki w celu remontu budynku „Siejby” i dostosowania go na nową siedzibę Muzeum Ziemi Żywieckiej. Prace remontowe zainaugurowano w 1950 i trwały one przez kolejne lata. W 1956 uznano, że „Siejba” grozi zawaleniem, a Miejska Rada Narodowa przyjęła uchwałę o jej rozbiórce. Decyzja ta została jednak zablokowana przez wojewódzkiego konserwatora zabytków. Ostatecznie wszystkie prace w budynku zostały zakończone w 1960 po trwającym w sumie 10 lat remoncie, a otwarcie znajdujących się tam wystaw muzeum odbyło się latem 1960.
W 2005 siedziba muzeum został przeniesiona do Starego Zamku. Rada Miejska wraz z burmistrzem podjęła wówczas decyzję o przeznaczeniu „Siejby” na potrzeby siedziby Żywieckiej Biblioteki Samorządowej, działającej w tym czasie przy ul. Dworcowej. W 2006 przystąpiono do remontu budynku dzięki funduszom pozyskanym z Programu Operacyjnego Inicjatywy Wspólnotowej Interreg IIIA Polska-Słowacja w ramach projektu „Ochrona dziedzictwa kulturowego miasta Żywca – płaszczyzną rozwoju współpracy pomiędzy Żywiecką Biblioteką Samorządową a Kysucką Knižnicą w Čadcy”. Prace nad remontem i wyposażaniem obiektu trwały do 2007, a biblioteka została otwarta w nowej lokalizacji 15 grudnia 2007.